# Amy Santiago
Pour les articles homonymes, voir Santiago.
 (mars 2022).
Si vous disposez d'ouvrages ou d'articles de référence ou si vous connaissez des sites web de qualité traitant du thème abordé ici, merci de compléter l'article en donnant les références utiles à sa vérifiabilité et en les liant à la section « Notes et références ».
Amy Santiago est un personnage de fiction apparaissant dans la série télévisée Brooklyn Nine-Nine, interprété par l'actrice Melissa Fumero et doublé en version française par Hélène Bizot.

## Biographie
Amy travaille comme détective à la brigade du 99e district, dans le quartier de Brooklyn, à New York. Son travail la passionne énormément et elle y consacre tout son temps. Cubano-américaine, elle vient d'une grande famille dont elle est la seule fille, ses aînés étant uniquement des frères. Son grand-père était également un officier de police.
Lorsqu'elle était enfant, Amy était tellement douée à l'école qu'elle a sauté la classe de CM1. Elle a assisté à une école de l'aimant, où elle a été votée «le plus susceptible d'amitié avec un administrateur de l'école». En huitième année, on lui a donné la clé de la salle des enseignants, où elle a approvisionné le réfrigérateur et nettoyé la salle après le départ des professeurs. Au cours de l'école secondaire, elle a été élue «la plus appropriée». Au collège, elle a étudié l'histoire de l'art.
Amy est allergique aux chiens, mauvaise cuisinière, et sa vue est tellement pauvre qu'elle est parfois obligée de porter des lunettes. Elle joue de la corne muse et est gauchère. Elle est également claustrophobe, mais va réussir à surmonter sa peur. En revanche, c'est une grosse fumeuse de cigarettes, mais ses collègues l'aideront à combattre cette addiction.
Amy est une grande compétitrice, car elle s'efforce de toujours prouver être la meilleure. Bien qu'elle soit intelligente et ingénieuse, elle peut également être méchante et condescendante, surtout envers Jake Peralta. Amy est insensément ambitieuse à faire du capitaine Ray Holt son mentor, voire, comme elle le dit elle-même, son «rabbin», afin de gagner son admiration. Amy est également capable de comploter des plans diaboliques pour faire du mal aux personnes qui l'ont blessée, comme le vol de la couronne dans l'épisode Halloween (saison 3, épisode 5) lorsque Jake et le capitaine Holt se sont lancés ce défi en refusant, tous deux, de prendre Amy dans leur équipe ou comme humilier le capitaine intérimaire Keith Pembroke en organisant un concert.
Jake, son collègue et rival, lui propose un pari : celui ou celle qui effectuera le plus d'arrestations doit satisfaire le ou la gagnante. Si Amy gagne, elle souhaite récupérer la voiture de Jake que ce dernier n'utilise jamais, mais si Jake gagne, elle doit accepter le rencard le plus ridicule avec lui.  Cette dernière accepte, mais malheureusement, elle perd le défi, Jake ayant arrêté 10 personnes de plus qu'elle à la dernière seconde, et n'a d'autres choix que d'accepter son rencard. Bien que cela se soit bien passé, celui-ci n'a jamais eu l'occasion d'avouer ses sentiments à Amy. Ce dernier semble éprouver de la jalousie lorsque Amy entame une relation amoureuse avec un ancien collègue Teddy. Bien qu'il sorte avec Sophia Perez, une avocate, celle-ci se rend compte que Jake est toujours amoureux d'Amy, tandis que Teddy commence lui aussi à réaliser les sentiments d'Amy pour Jake. Sophia rompt avec Jake lorsque celui-ci arrête son patron, le surprenant en train de consommer de la cocaïne dans les toilettes pour homme. Dans l'épisode Johnny et Dora, Amy et Jake échangent leurs premiers baisers, d'abord forcés pour garantir leur couverture au cours d'une opération, puis sincères après le départ du capitaine Holt. Bien que leur relation débute mal, Amy et Jake filent le parfait amour. Le capitaine Holt, qui effectue son retour dans la saison 3, les encourage à continuer à travailler ensemble tout en les autorisant à poursuivre leur relation amoureuse. Dans l'épisode Karen Peralta, Jake rend visite à sa mère pour lui présenter sa nouvelle compagne, mais à sa grande surprise, il découvre que ses parents se sont réconciliés et remis ensemble. Réticent, Jake accepte néanmoins de donner une nouvelle chance à son père. Dans l'épisode La croisière, Amy et Jake s'offrent des vacances en amoureux, mais à leur grande surprise, retrouvent Doug Judy, devenu chanteur. Ils sont chargés de le protéger, car quelqu'un veut le voir mourir. Malheureusement, Doug Judy réussit, une nouvelle fois, à leur échapper. C'est également dans cet épisode qu'Amy et Jake s'avouent réciproquement leurs sentiments.  Après avoir réussi à démanteler un gros réseau de trafic de drogues, Jake reçoit un appel menaçant et est contraint, avec le capitaine Holt, de fuir.
Dans la saison 4, Amy va retrouver Jake 6 mois plus tard à Coral Palms, en Floride, en compagnie de ses collègues de la 99e, afin de piéger Phyguis et ses complices. Après les avoir arrêtés, la Brigade est contrainte d'effectuer des horaires de nuit. Mais le capitaine Holt arrange la situation. Plus tard, la Brigade est menacée de fermeture définitive, mais sera maintenue. Dans l'épisode À la poursuite d'Amy, Amy est stressée à l'idée de passer l'examen de lieutenant-chef. Jake lui fait passer un examen blanc, et après l'avoir réussi, elle s'enfuit. Jake la retrouve sur le toit d'un immeuble où ils ont travaillé après leur pari. Convaincue par Jake, Amy passe l'examen de lieutenant-chef et obtient le diplôme. Rosa et Jake vont ensuite faire la connaissance de leur idole, le lieutenant Melanie Hawkins. Ils tentent par tous les moyens de gagner son respect, mais déchantent en découvrant qu'elle est à la tête d'une équipe de policiers corrompus et profitent de leur position pour la faire tomber, avec le soutien du capitaine Holt. Pour paraître crédibles, ils utilisent Adrian Pimento. Mais Melanie Hawkins les prend au piège, ayant tout prévu pour les faire plonger à sa place et les deux policiers sont condamnés à 15 ans de prison.
Au cours de la saison 5, toute l'équipe de la 99e se démène pour innocenter Jake et Rosa, toujours en prison. Ils tentent d'abord de piéger Hawkins en téléchargeant une application sur son portable officiel, mais échouent. Ils réalisent plus tard qu'elle fait ingurgiter les diamants volés aux cochons du lieutenant Lawdon. Grâce à ces preuves et aux aveux de Lawdon, Holt et son équipe inculpent Mélanie Hawkins, ainsi que ses complices, permettant à Jake et Rosa de sortir de prison. Dans l'épisode Halloween V, Jake demande Amy en mariage et celle-ci accepte. Ils se marient dans le dernier épisode de la saison, après quelques péripéties. Durant la saison 7 Jake & elle essayent d'avoir un bébé, mais leur tentatives échouent. Finalement, après avoir consulté une gynécologue, elle lui apprend qu'elle est enceinte. À la fin de cette même saison, ils accueillent leur premier enfant : Mac Peralta, le diminutif de John McClane, le héros du film préféré de Jake.